# Meistriliiga 2024
In 2024 werd het 34e seizoen van de Estische voetbalcompetitie Meistriliiga afgewerkt. De competitie begon op 1 maart en de laatste wedstrijden werden gespeeld op 9 november. Elke ploeg speelde vier keer tegen elke andere ploeg, verspreid over 36 speelrondes.
Kampioen van dit seizoen werd, voor de elfde keer in haar geschiedenis FCI Levadia. Recordkampioen Flora Tallinn haalde voor het eerst sinds het seizoen van 2016 geen plaats dat toegang gaf tot een Europees toernooi.
Harju JK Laagri, dat in 2023 voor het eerst actief was op het hoogste niveau, degradeerde in datzelfde jaar terug naar de Esiliiga. Nieuw op het hoogste niveau was Nõmme United dat in 2000 is opgericht en dit seizoen voor het eerst actief was in de hoogste klasse. De club degradeerde direct terug naar het tweede niveau.
Dit was het tweede seizoen dat de Estische voetbalbond gebruik maakte van de videoscheidsrechter (VAR).

## Deelnemende clubs
| Club           | Plaats             | Stadion                   | P 2023  |
| -------------- | ------------------ | ------------------------- | ------- |
| FCI Levadia    | Kristiine, Tallinn | A. Le Coq Arena           | 2e      |
| Flora Tallinn  | Kristiine, Tallinn | A. Le Coq Arena           | 1e      |
| Kuressaare     | Kuressaare         | Kuressaare linnastaadion  | 7e      |
| Narva Trans    | Narva              | Narva Kreenholmi Staadion | 8e      |
| Nõmme Kalju    | Nõmme, Tallinn     | Hiiu staadion             | 5e      |
| Nõmme United   | Nõmme, Tallinn     | Männiku staadion          | 1e (EL) |
| Paide          | Paide              | Paide linnastaadion       | 4e      |
| Kalev Tallinna | Kesklinn, Tallinn  | Kalevi Keskstaadion       | 3e      |
| Tammeka        | Tartu              | Tamme Staadion            | 9e      |
| Vaprus         | Pärnu              | Pärnu Rannastaadion       | 6e      |

## Tussenstanden
| Pos | Club         | Gs | W  | G  | V  | Pnt | Dv | Dt | Ds  |
| --- | ------------ | -- | -- | -- | -- | --- | -- | -- | --- |
| 1.  | Levadia      | 36 | 27 | 6  | 3  | 87  | 82 | 19 | +63 |
| 4.  | Flora        | 36 | 21 | 7  | 8  | 70  | 69 | 43 | +26 |
| 3.  | Paide        | 34 | 23 | 3  | 10 | 72  | 74 | 39 | +35 |
| 2.  | Kalju        | 36 | 21 | 9  | 6  | 72  | 79 | 44 | +35 |
| 6.  | Narva Trans  | 36 | 10 | 12 | 14 | 42  | 48 | 63 | -15 |
| 5.  | Tammeka      | 36 | 11 | 9  | 16 | 42  | 47 | 54 | -7  |
| 7.  | Vaprus       | 36 | 9  | 8  | 19 | 35  | 35 | 57 | -22 |
| 9.  | Kalev        | 36 | 8  | 7  | 21 | 31  | 37 | 74 | -37 |
| 8.  | Kuressaare   | 36 | 8  | 10 | 18 | 34  | 46 | 67 | -21 |
| 10. | Nõmme United | 36 | 2  | 9  | 25 | 15  | 22 | 79 | -57 |

| Kleur | Kwalificatie voor                                           |
| ----- | ----------------------------------------------------------- |
|       | Kampioen van Estland: Kwalificatie Champions League 2025/26 |
|       | Kwalificatie Europa Conference 2025/26                      |
|       | Play-offs tegen nummer twee Esiliiga                        |
|       | Directe degradatie naar de Esiliiga                         |

## Statistieken

### Meeste doelpunten
| Plaats | Speler        | Club    | Doelpunten |
| ------ | ------------- | ------- | ---------- |
| 1.     | Alex Tamm     | Kalju   | 28         |
| 2.     | Sergei Zenjov | Flora   | 17         |
| 3.     | Robi Saarma   | Paide   | 15         |
| 4.     | Mark Lepik    | Flora   | 15         |
| 5.     | Ahmed Adebayo | Tammeka | 15         |